# Luciano Emílio
Luciano Emilio (Ilha Solteira, São Paulo, Brasil; 12 de diciembre de 1978) es un exfutbolista brasileño nacionalizado estadounidense .

## Trayectoria

### Carrera temprana
Emílio comenzó a jugar fútbol profesional a la edad de 16 años en 1995 para el XV de Piracicaba en la liga estatal de São Paulo. La temporada siguiente pasó al Rio Branco, otro equipo de la liga estatal de São Paulo.
En 1997 fichó por el F. C. Colonia de la Bundesliga de Alemania. Jugó para el equipo juvenil y finalmente se abrió camino hasta el equipo senior donde jugó varios partidos.
En 1999 pasó al Alemannia Aachen, equipo de la 2. Bundesliga.

### Honduras y México
En 2001, Luciano Emílio regresó a Brasil para jugar en União Barbarense, después de un breve paso por el club se mudó a la liga hondureña para jugar en el Real España. Rápidamente se estableció como un jugador clave y ganó los títulos goleadores de la liga en 2003 y 2004. Ayudó a llevar al Real España al Campeonato Apertura en 2003. En 2004 se mudó a otro equipo hondureño, Olimpia. Emílio ganó otro título goleador en el Apertura 2004 con Olimpia.
Emílio disfrutó de una breve etapa en México en 2005, fichando al Querétaro de la segunda división mexicana, donde ayudó al equipo a ganar el título del Clausura 2005, anotando 10 goles en el proceso. Después de jugar un corto tiempo con Querataro, Emílio regresó al CD Olimpia en 2005 a tiempo para llevarlos a los campeonatos en el Apertura 2005 y el Clausura 2006, durante el cual volvió a ganar el título goleador. En 2006, los ocho goles de Emílio en el Torneo UNCAF fueron suficientes para impulsar a su equipo a la Copa de Campeones CONCACAF 2007. Irónicamente jugaría contra el CD Olimpia en la Copa de Campeones CONCACAF 2007 con su nuevo club, el DC United.

### MLS
Emilio firmó con D.C. United el 16 de enero de 2007, como jugador internacional senior, luego de completar su segunda etapa con el club Olimpia de Honduras. Emílio debutó con el United en la Copa de Campeones de CONCACAF 2007 contra Olimpia, anotando una vez en Tegucigalpa y dos veces en el partido de vuelta en Washington en la victoria del United por 7-3 en el global. Luego anotó por cuarta vez en tres juegos contra el Guadalajara en el juego inaugural de la semifinal de CONCACAF.
Al final de su primera temporada con DC United, su equipo recibió el MLS Supporters' Shield 2007, el premio por obtener la mayor cantidad de puntos en general en una temporada. En la temporada 2007 de la MLS, Emílio anotó 20 goles y ganó el premio Bota de Oro de la MLS. Emílio ganó el premio MVP de la MLS de 2007 y el premio inaugural al Novato del Año de la MLS de 2007.
Después de recuperarse de un mal comienzo en la temporada 2008 anotó el primer triplete de su carrera en la MLS el 14 de junio contra los New York Red Bulls.
Aunque originalmente no firmó bajo la Regla del Jugador Franquicia más tarde recibió un aumento de sueldo que lo llevó por encima del salario máximo cubierto por la liga, convirtiéndose en un jugador designado.
Emílio recibió una tarjeta verde en agosto de 2009 para la residencia permanente en los Estados Unidos para que no contase en el límite de jugadores extranjeros del DC United.
Emílio rechazó un nuevo contrato con DC United que lo habría visto firmar con un salario significativamente más bajo. Más tarde se unió al ex club Rio Branco, pero el 28 de abril de 2010 firmó un contrato de tres meses para regresar al DC United. Fue liberado por DC United al final de este contrato a corto plazo. 

### Carrera posterior
En agosto de 2010 se incorporó a Danubio de la Primera División de Uruguay.
Emílio regresó a México para jugar con los Potros Neza en la Segunda División de México para el Torneo Clausura 2011.

## Clubes
| Club                   | País           | Año       |
| ---------------------- | -------------- | --------- |
| Esporte Clube XV       | Brasil         | 1995      |
| Rio Branco             | Brasil         | 1996      |
| Colonia                | Alemania       | 1997-1999 |
| Alemannia Aachen       | Alemania       | 1999-2001 |
| União Barbarense       | Brasil         | 2001-2002 |
| Real España            | Honduras       | 2002-2004 |
| Club Deportivo Olimpia | Honduras       | 2004-2005 |
| Querétaro FC           | México         | 2005      |
| Club Deportivo Olimpia | Honduras       | 2005-2006 |
| DC United              | Estados Unidos | 2007-2009 |
| Rio Branco             | Brasil         | 2010      |
| DC United              | Estados Unidos | 2010      |
| Danubio                | Uruguay        | 2010-2011 |
| Atlante                | México         | 2011      |
| Toros Neza             | México         | 2011-2012 |
| Club Deportivo Olimpia | Honduras       | 2012      |
| Grêmio Catanduvense    | Brasil         | 2013      |

## Palmarés

### Club
D.C United
- Escudo de aficionado de la Major League Soccer: 2007
- Lamar Hunt U.S. Open Cup: 2008

Olimpia
- Liga Nacional de Fútbol de Honduras: Clausura 2004–05, Apertura 2005–06 , Clausura 2005–06

Querétaro
- Liga de Expansión MX: Clausura 2005

Real españa
- Liga Nacional de Fútbol de Honduras: Apertura 2003-04

XV de Piracicaba
- Campeonato Brasileiro Serie C: 1995

### Distinciones individuales
- Jugador Más Valioso de la MLS: 2007
- Bota de Oro de la MLS: 2007
- Contratación del año de la MLS: 2007
- MLS Best XI: 2007